# Der Wurm Ouroboros
Der Wurm Ouroboros (1922) ist ein Roman des englischen Autors Eric Rücker Eddison. Er wurde zuerst als The Worm Ouroboros in London veröffentlicht. Nach dem großen Erfolg des Herrn der Ringe von J. R. R. Tolkien wurde der Roman dann in den 60er Jahren von Ballantine neu aufgelegt.

## Inhalt

### Handlung
Der Roman handelt vom Krieg der heldenhaften Fürsten von Dämonenland gegen den grausamen König Gorice von Hexenland und seine Heerführer, den die Dämonen schließlich für sich entscheiden. Doch die Dämonen müssen feststellen, dass sie mit der totalen Vernichtung ihrer Feinde auch ihren eigenen Lebensinhalt zerstört haben. Verzweifelt bitten sie die Götter, ihnen ihre Feinde wiederzugeben. Diese stellen die Welt wieder her, wie sie vor dem Krieg war und der Kampf kann von Neuem beginnen.

### Personen
Die Helden des Romans sind keine Menschen, sondern (im Original) Demons (Dämonen), Witches (Hexen), Imps (Wichte), Pixies (Gnome) und Goblins (Kobolde). Ihre Gestalt ist aber durchgehend menschlich.
- Juss, Spitfire, Goldry Bluszco, Brandoch Daha: Fürsten von Dämonenland
- Gorice XII: König von Hexenland
- Corsus, Corund, Corinius: Heerführer Hexenlands
- La Fireez: Prinz von Gnomenland, Vasall Gorice', mit den dämonenländischen Fürsten befreundet
- Prezmyra: La Fireez' Schwester, verheiratet mit Corund
- Gaslark: König von Koboldland
- Gro: Ziehbruder Gaslarks, lebt an Gorice' Hof im Exil
- Mevrian: Schwester Brandoch Dahas

### Schauplatz
Der Roman spielt in einer mittelalterlichen (im englischen Original) Mercury genannten, erdähnlichen Phantasiewelt. In der ersten deutschen Ausgabe des Romans wurde dies mit Merkur übersetzt. Da so die Gefahr der Verwechslung mit dem Planeten Merkur bestand, hieß er später Merkurien.

## Ouroboros
Ouroboros ist die Bezeichnung für ein altes griechisches Symbol, die Schlange, die ihren eigenen Schwanz verschlingt. Sie steht sinnbildlich für eine sich ewig wiederholende Abfolge von Ereignissen ohne Anfang und Ende. Dieses Prinzip taucht mehrfach im Roman auf. Zum einen trägt König Gorice einen Ring mit dem Ouroboros-Symbol, denn sobald Gorice stirbt, wird er in neuer Gestalt wiedergeboren. Erst die totale Niederlage der Hexen am Ende des Buches unterbricht diesen Kreislauf. Zum anderen ist die Handlung des Romans selbst kreisförmig angelegt: Ab der Mitte wiederholen sich Ereignisse in umgekehrter Reihenfolge und unter umgekehrten Vorzeichen und der Roman endet exakt, wie er beginnt.

## Kritik
Kritiker bemängeln am Roman zumeist die wirre und völlig unsystematische Namensgebung Eddisons. So verhindern seine Namen für die Völker Merkuriens (Dämonen, Hexen, Kobolde, Gnome, Wichte) beim Leser die Identifikation mit den Handelnden. Ähnliches gilt für die Namen der Personen (La Fireez, Fax Fay Faz, Goldry Bluszco). Zwar schrieb Henry Rider Haggard in einem Brief an Eddison: „Was für ein wunderbares Geschick im Erfinden von Namen Sie haben“. Tolkien hingegen nannte „seine Nomenklatur schlampig und oft ungeschickt“.
Die Namen rühren vermutlich daher, dass Eddison sie sich bereits im Alter von 10 Jahren ausdachte. Ein erhaltenes Schulheft von Eddison (Book of Drawings) mit dem Vermerk „1892“ enthält mehrere Zeichnungen von Szenen, die exakt so auch im Roman vorkommen.
Auch der Aufbau des Romans gab Anlass zur Kritik. Zu Beginn lässt Eddison den Menschen Lessingham durch Zauberei nach Merkurien gelangen. Seine Beobachtungen sollen den Leser in die Handlung einführen. Doch schon zu Anfang des zweiten Kapitels verschwindet Lessingham und taucht nie wieder auf, was bei vielen Lesern für Verwirrung sorgt.

## Lob
„Trotz allem halte ich ihn immer noch für den größten und überzeugendsten Beschreiber ‚erfundener Welten‘, den ich je gelesen habe“, schrieb Tolkien über Eddison, im selben Atemzug, mit dem er die schlampige Nomenklatur bemängelte.
Fritz Leiber nannte den Wurm die „[Die] großartigste heroische Fantasy oder Schwert-und-Magie Geschichte in englischer Sprache“. Auch Lyon Sprague de Camp äußerte sich ähnlich.

## Bedeutung
Obwohl der Roman erst durch den großen Erfolg Tolkiens von einer breiteren Öffentlichkeit wahrgenommen wurde, gilt er heute als wegweisendes Werk der Fantasyliteratur und unmittelbarer Vorläufer des Der Herrn der Ringe. Tolkien benutzte wie Eddison den Namen Mittelerde.
Viele Themen, die noch heute in der Fantasy dominieren, wurden von Eddison geprägt, wie zum Beispiel das Prinzip des ewigen Kampfes zwischen Gut und Böse, das auch bei Tolkien auftaucht. Tolkien jedoch stellt einen schlussendlichen Sieg des Guten in Aussicht. Eddisons Konzept, bei dem Gut und Böse gleichberechtigt nebeneinander stehen, ja das Böse notwendig ist, damit das Gute überhaupt existieren kann, wird verstärkt von zeitgenössischen Fantasyautoren aufgegriffen, wie zum Beispiel in der Drachenlanze-Saga von Margaret Weis und Tracy Hickman oder im Rad-der-Zeit-Zyklus von Robert Jordan.
Auch außerhalb des Genres Fantasy kam der Roman zu Bedeutung, nämlich zum einen durch seine Sprache (er galt wegen Eddisons barockem Schreibstil lange als unübersetzbar) und zum anderen durch die zahlreichen Anspielungen und Zitate aus elisabethanischen Dramen und isländischen Sagas.

## Buchausgaben (Auswahl)
Englisch:
- Erstausgabe: The Worm Ouroboros. Jonathan Cape, London 1922.
- Aktuelle Ausgabe: The Worm Ouroboros. Gollancz, 2000, ISBN 1-85798-993-7.

Deutsch:
- Der Wurm Ouroboros. Hrsg. und mit einem Nachwort versehen von Jürgen Blasius. Übersetzt von Reinhard Heinz. Heyne Verlag, München 1981, ISBN 3-453-30736-4.
- Der Wurm Ouroboros. Übersetzt von Helmut W. Pesch. Bastei Verlag, Bergisch Gladbach 1993, ISBN 3-404-20319-4.